# Tabla (jezik)
Tabla jezik (ISO 639-3: tnm; jakari, tabi, tanah merah, tanahmerah 2, tepera), jedan od tri jezika iz skupine pravih sentani jezika, porodica east bird’s head-sentani.
Govori ga oko 3 750 ljudi iz plemena Tepera (1990 UBS) u 13 sela istočno i zapadno od zaljeva Tanahmerah na indonezijskom dijelu Nove Gvineje. Ima tri dijalekta, yokari, tepera i yewena-yongsu, od kojih je yokari ostalima nerazumljiv.

## Vanjske poveznice
- Ethnologue (14th)
- Ethnologue (15th)